# Rosario
För andra betydelser, se Rosario (olika betydelser).
Rosario är en stad i Argentina, belägen i provinsen Santa Fe vid Paranáflodens nedre lopp. Rosario, som har cirka 1,3 miljoner invånare (2015), är en hamnstad med stor export av jordbruksprodukter.
I staden finns ett universitet, som grundades 1920. Rosario är även hemvist för Newell's Old Boys och Rosario Central som spelar i Argentinas högsta serie. Fotbollsspelarna Lionel Messi, Maximiliano Rodríguez, Mauro Icardi och Ángel di María är alla från staden samt den kommunistiske revolutionären Che Guevara, landhockeyspelare Luciana Aymar och dessutom fotomodell Valeria Mazza.

## Historia

### Tidig bosättning

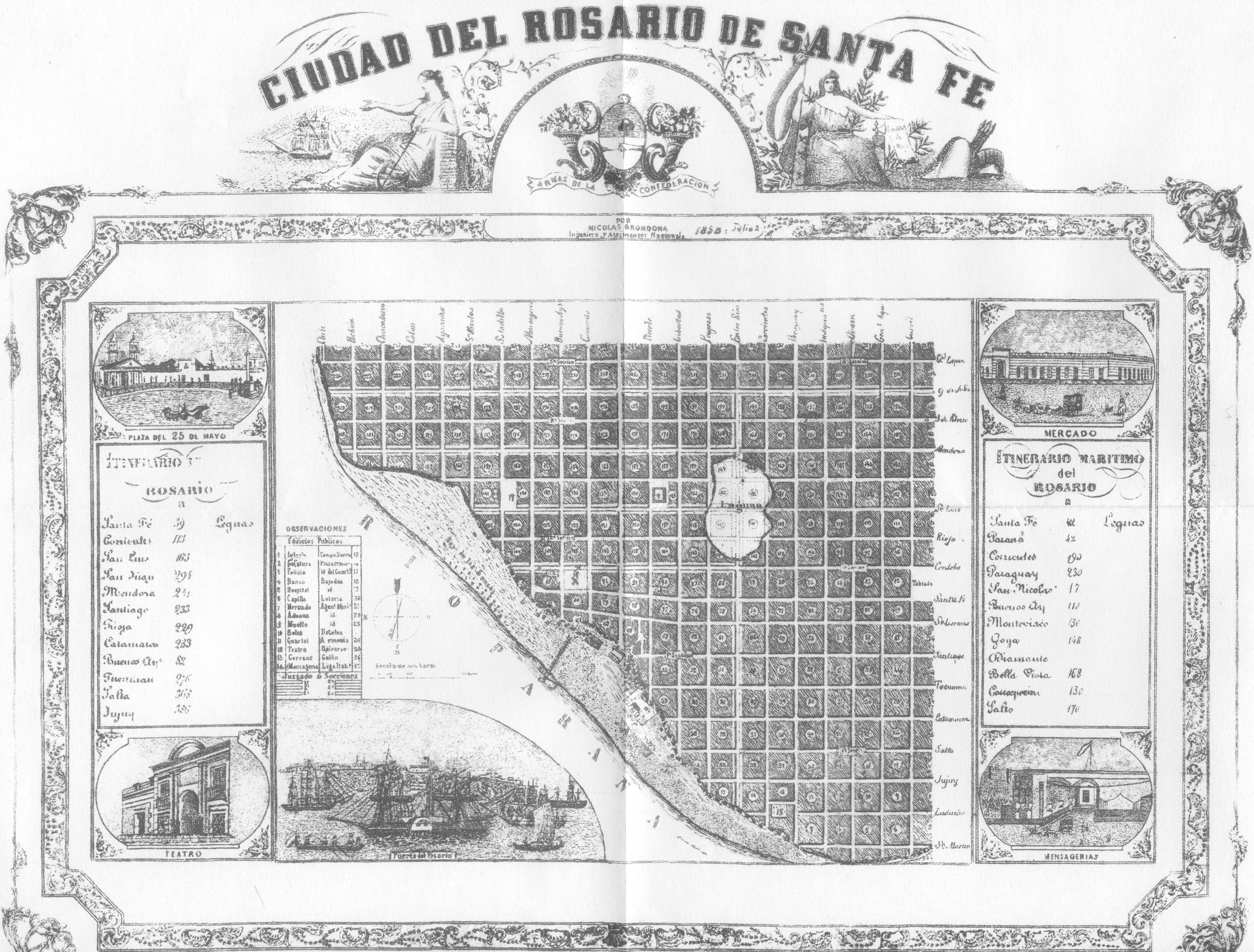
Karta över staden Rosario cirka 1877.

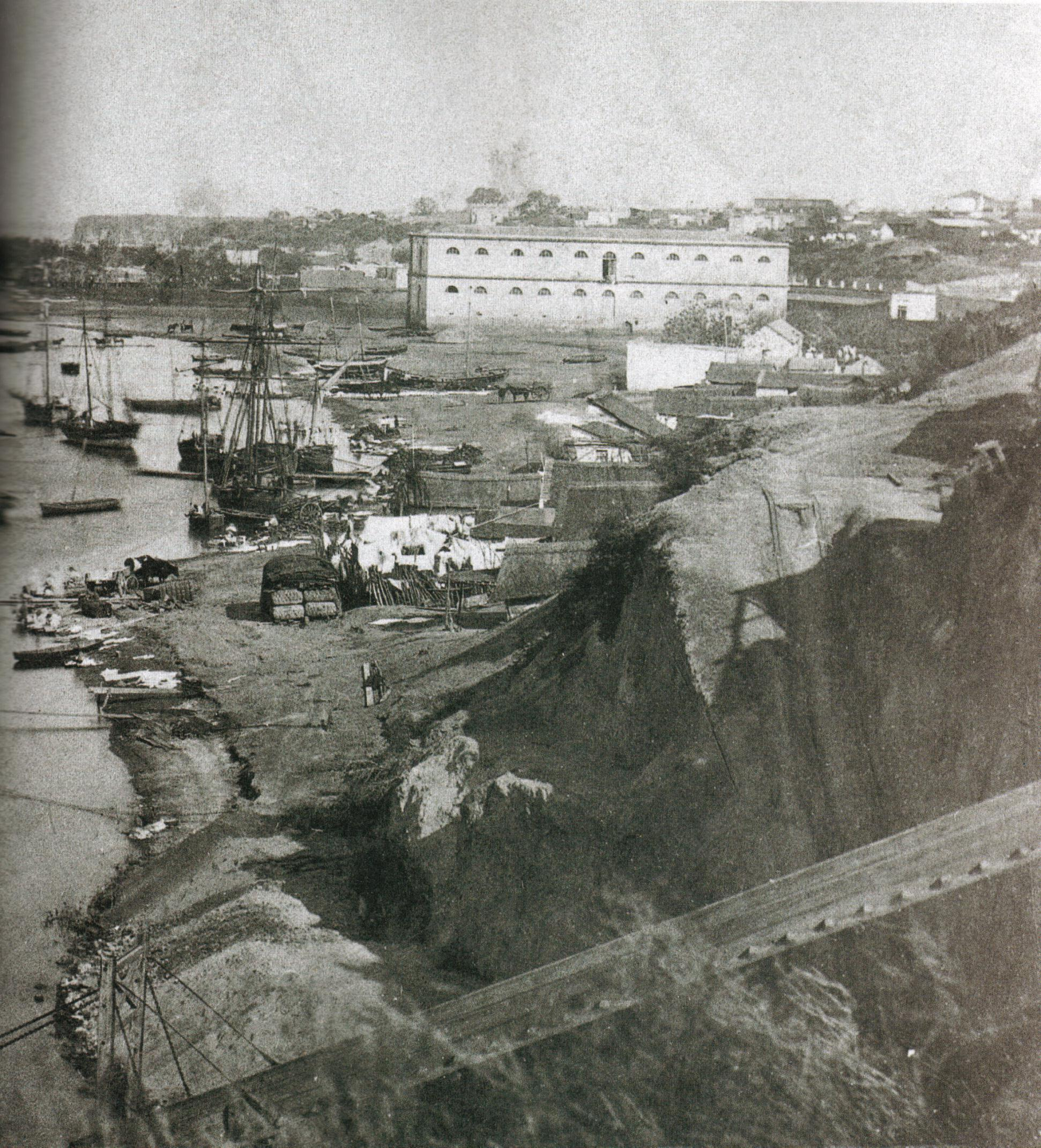
Rosarios hamnområde år 1888.

Även om staden inte erkänts ett bestämt datum då staden skall ha grundats brukar datumet 7 oktober 1793 sägas vara dagen då Rosario grundlades. Vid grundandet hade orten en befolkning på 457 invånare.
I vilket fall förklarades Rosario stad den 3 augusti 1852 med namnet Pago de los Arroyos vilket betyder strömmarnas land, en referens till alla de små floder och bäckar som rinner igenom de södra områdena av Santa Fe, exempelvis Arroyo Ludueña, Arroyo Saladillo och andra, vilka utmynnar i Paranáfloden. År 1689 fick kapten Luis Romero de Pineda området omkring dagens Rosario genom ett kungligt dekret som betalning för sin krigstjänst. Tidigare hade området varit bebott av huvudsakligen stammar av Calchaquí som bodde i spanska missionsstationer som hade anlagts av Franciskanorden under den tidigare delen av 1600-talet. Dessa missionsstationer hade dock attackerats av fientliga stammar som hade sitt ursprung i Gran Chaco, och sedan dess låg området utan en fast bebyggelse. 
Romero de Pineda anlade således senare den första permanenta bosättningen, en estancia. Planen var att bedriva jordbruk. År 1719 köpte Jesuitorden ytterligare en del och etablerade Estancia San Miguel. Området var dock fortfarande såpass glest befolkat att det saknades en central auktoritet, och området som senare skulle komma att bli Rosario styrdes från provinshuvudorten i Santa Fe, men emellanåt även från Buenos Aires. 
År 1724 togs det ett initiativ till ytterligare en kolonial bosättning då Santiago de Montenegro byggde en väderkvarn, ritade upp stadsplaner över en framtida stad, byggde ett kapell och utnämndes till borgmästare över den ännu icke-existerande staden. Området låg dock fortfarande i nordliga provinsers kontroll, och delades inte in i egna uppdelningar förrän 1784. 
Den 27 februari 1812 reste general Manuel Belgrano den nyligen skapade Argentinas flagga på Paranáflodens stränder för första gången, och på grund av detta är Rosario känd som den argentinska flaggans vaga. Efter denna händelse byggdes det i staden ett monument som idag kan beskådas i Rosarios centrum.

### 1800-talet

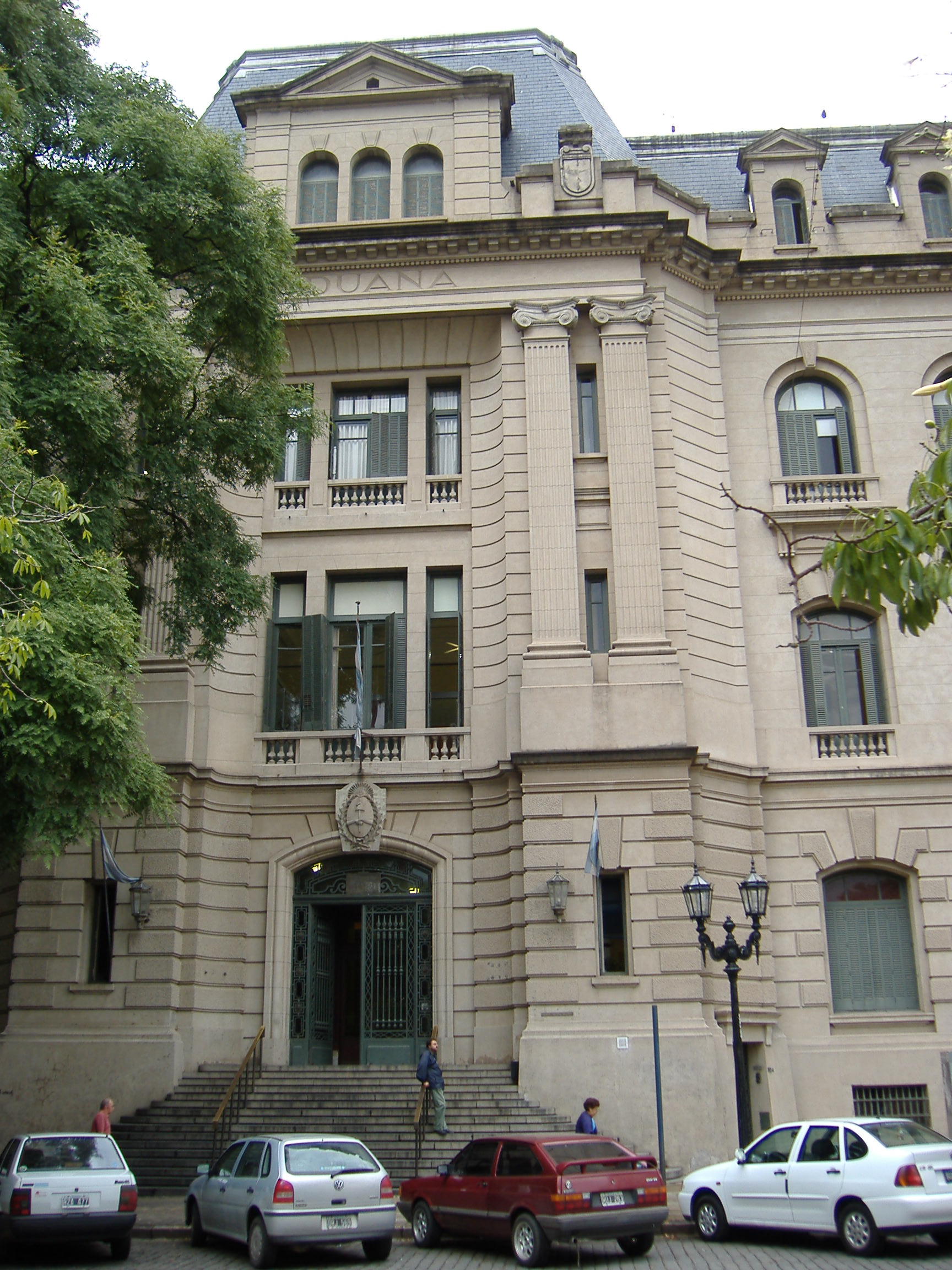
Rosarios gamla tullhus.

Provinsen Santa Fe drabbades mycket hårt av de inbördeskrigen som härjade i Argentina efter 1820. Befolkningstillväxten låg under denna tidsperiod på en låg nivå, och Rosario var en liten bosättning på vägen mellan staden Santa Fe och Buenos Aires. År 1823 nedgraderades stadens status till by. Charles Darwin reste igenom området 1832 och beskrev Rosario som en stor stad med omkring 2 000 invånare. 1841 stängdes dess hamn ned från internationell handel genom ett påbud av Caudillo och guvernör av Buenos Aires, Juan Manuel de Rosas som förbjöd icke-argentinska fartyg att segla på Paranáfloden och andra floder i Paraguay. 
Den 25 december 1851 förklarade en liten grupp av lokalbefolkningen och den militära garnisonen deras stöd för den rivaliserande caudillo Justo José de Urquiza. Som belöning för deras deltagande i slaget vid Caseros skrev en segerviss Urquiza till guvernören av Santa Fe 9 juni 1852 och bad att Rosario åter skulle tilldelas stadsrättigheter. Guvernör Domingo Crespo gick med på detta, och erkände staden dess rättigheter vilket var av stor betydelse för staden eftersom den då åter öppnades för internationell handel. 
Urquiza öppnade upp floden för internationell handel, och stadens ekonomi och befolkning kom att expandera allt mer expansivt. År 1880 hade Rosario blivit Argentinas första exporthamn. Under 1887 hade staden cirka 50 000 invånare, av vilka 40 % var invandrare från Europa som tog med sig nya idéer från Europa vilket förvandlade Rosario till en politisk progressiv stad vilket var i stor kontrast till det mer konservativa och mer aristokratiska Santa Fe. 
Under den andra halvan av 1900-talet fanns det en rörelse som kämpade för att Rosario skulle bli landets nya huvudstad. Ovidio Lagos, grundare av Argentinas äldsta tidning La Capital var en av de starkaste förespråkarna för denna idé. (Av denna anledning bär en av stadens huvudgator hans namn.) Rosario förklarades visserligen som federal huvudstad tre gånger, men bemöttes varje gång av ett veto från myndigheter. Under de sista 15 åren av 1800-talet kom staden att dubblera sitt invånartal, framförallt genom invandring från andra platser. År 1911 öppnade det franskägda järnvägsföretaget Rosario and Puerto Belgrano Railway en tåglinje mellan Rosario och Puerto Belgrano, Argentinas huvudsakliga flottbas. År 1926 hade Rosario 407 000 invånare, 47 % av dem utlänningar som framförallt kommit från Europa i efterloppet av första världskriget. 

### Efter andra världskriget

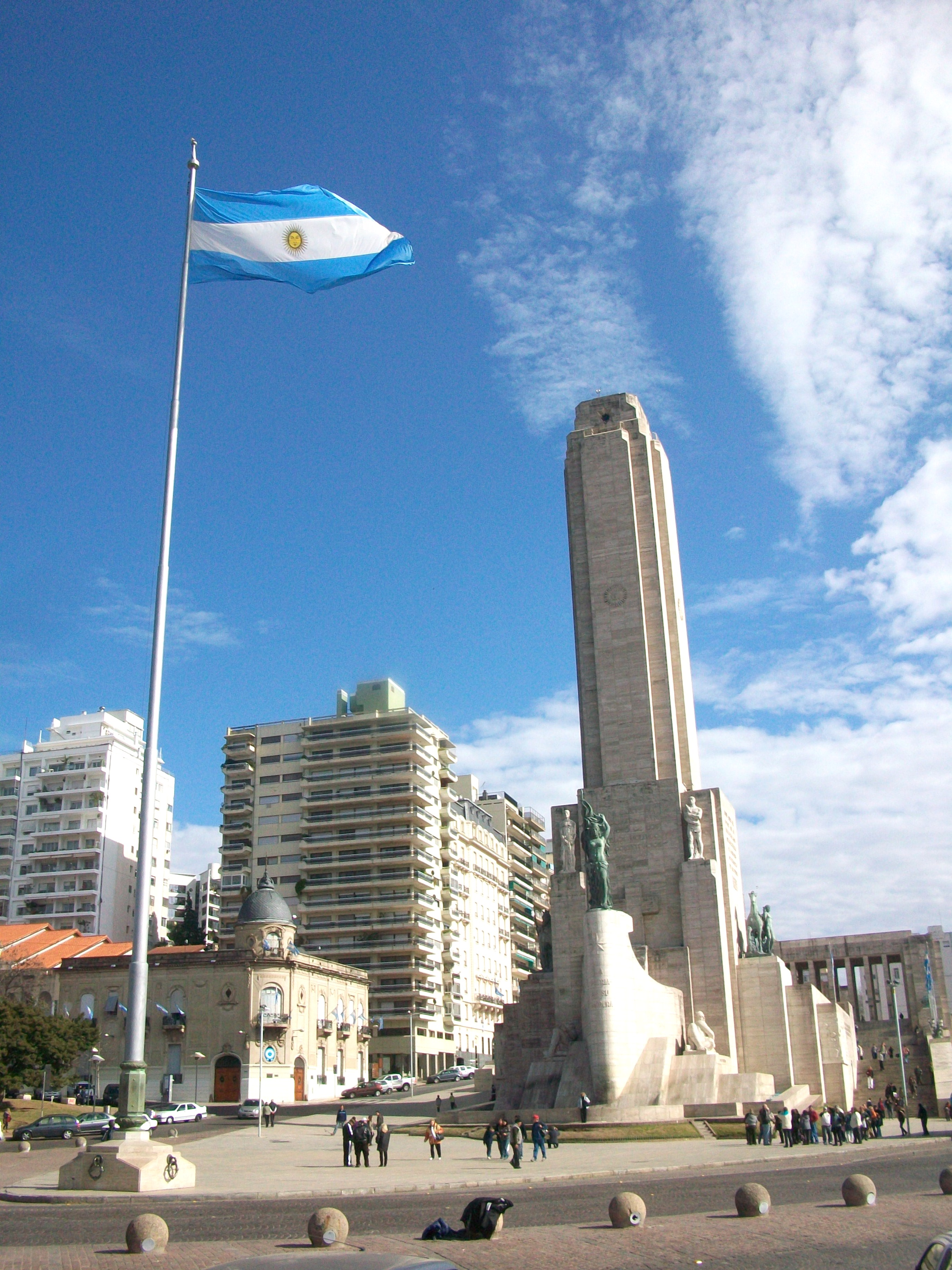
Det nationella flaggminnesmonumentet i centrala Rosario.

1946 stödde Rosario massivt Juan Peróns väg till makten, och staden erhöll stora förmåner i förstatligandet och subventioneringen av många industrier. I 
Revolución Libertadora, ett medborgerligt uppror mot regeringen avsattes Perón år 1955. År 1969 tågade många arbetare och studenter på stadens gator i protest mot diktaturen, och under den diktatoriska tiden försvann hundratals invånare.
År 1983 återgick Argentina till att bli ett demokratiskt samhälle, men en hyperinflation orsakade en ekonomisk kollaps i landet 1989 och som följd av detta utsattes Rosario för omfattande uppror där plundring pågick. Under Carlos Menems regering blev situationen värre, då stadens industriella sektor nedmonterades efter för stark konkurrens från utländska företag, och den agrikulturella exporten kollapsade. År 1995 hade arbetslösheten nått 21,1 % och stora delar av befolkningen levde under fattigdomsgränsen. 
Sedan Argentinas ekonomiska återhämtningen har situationen i Argentina blivit bättre. Boomen i den jordbruksexporten har lett till ökade löner, och därmed ökad konsumtion och ökade investeringar. Argentinas socialistiska parti har vunnit varje regionalt val sedan 1989 då Héctor Cavallero valdes. Man har tagit vara på den ekonomiska boomen med att kraftigt investera i en offentliga sektorn som idag upptar 25 % av stadens budget. År 2011 invaldes även den första socialistiska kvinnliga borgmästaren in i Argentinsk historia.

### Historiska bilder

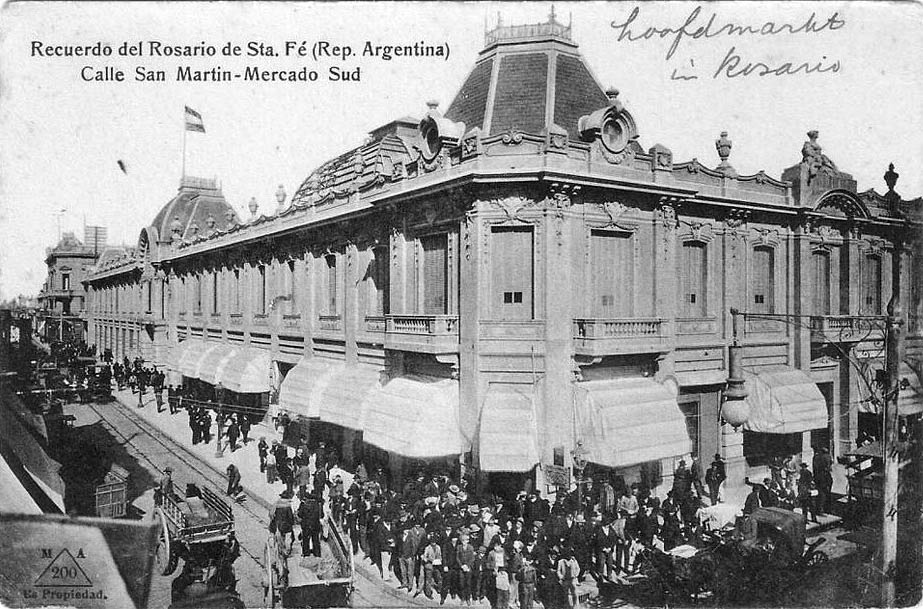
Mercado Sud, den södra marknaden (cirka 1903)
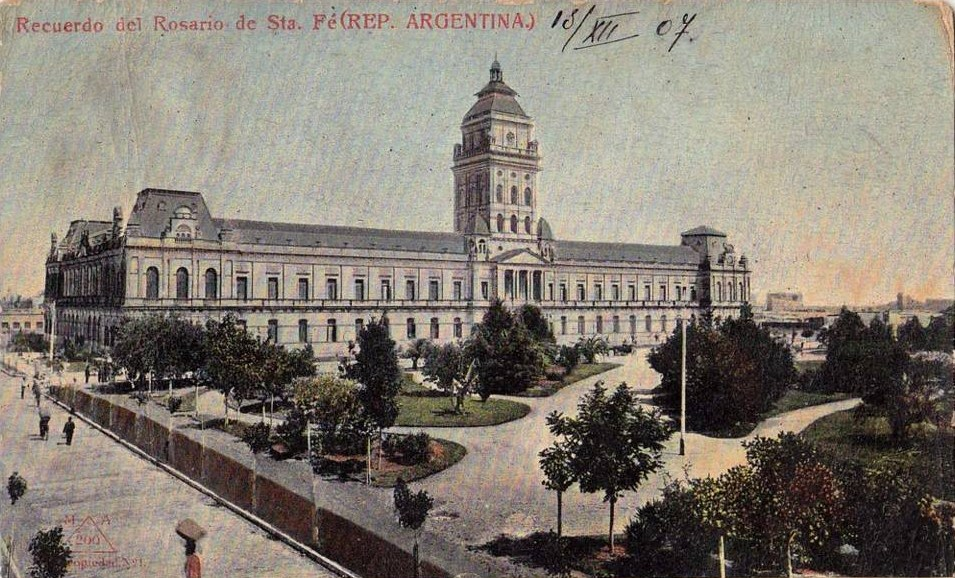
Justitiepalatset (1905)
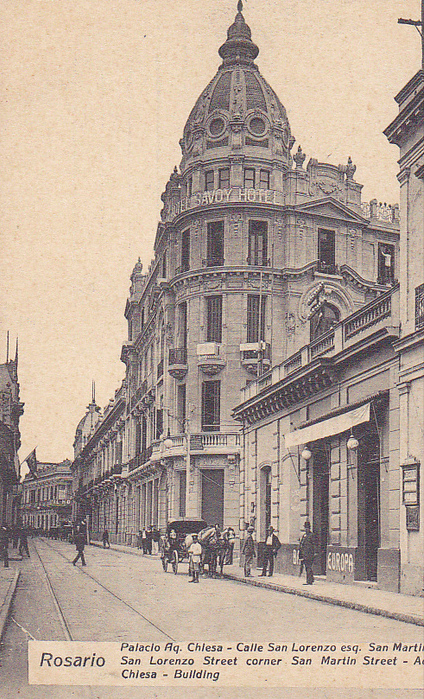
Hotel Savoy (1910)
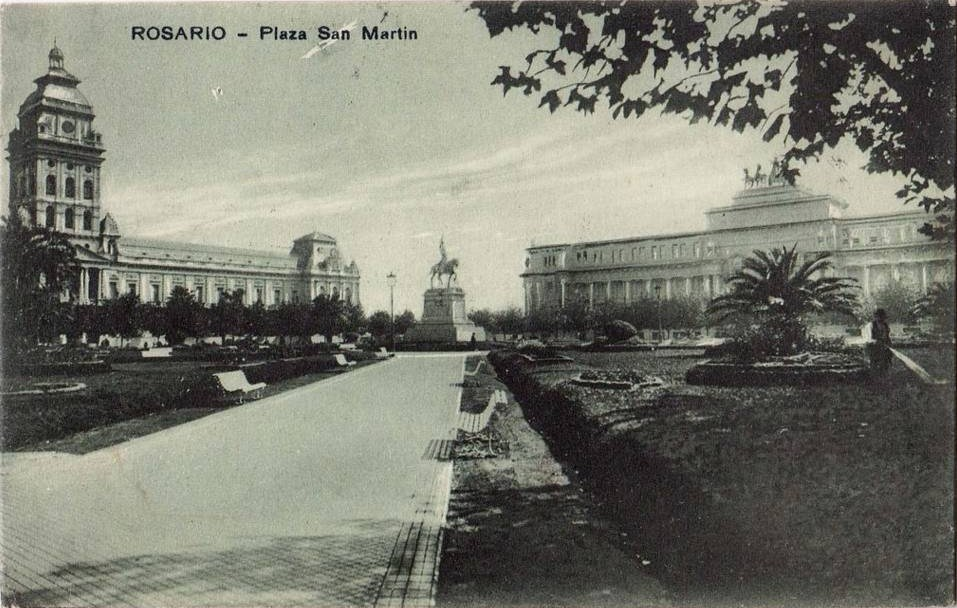
San Martíntorget (1920)
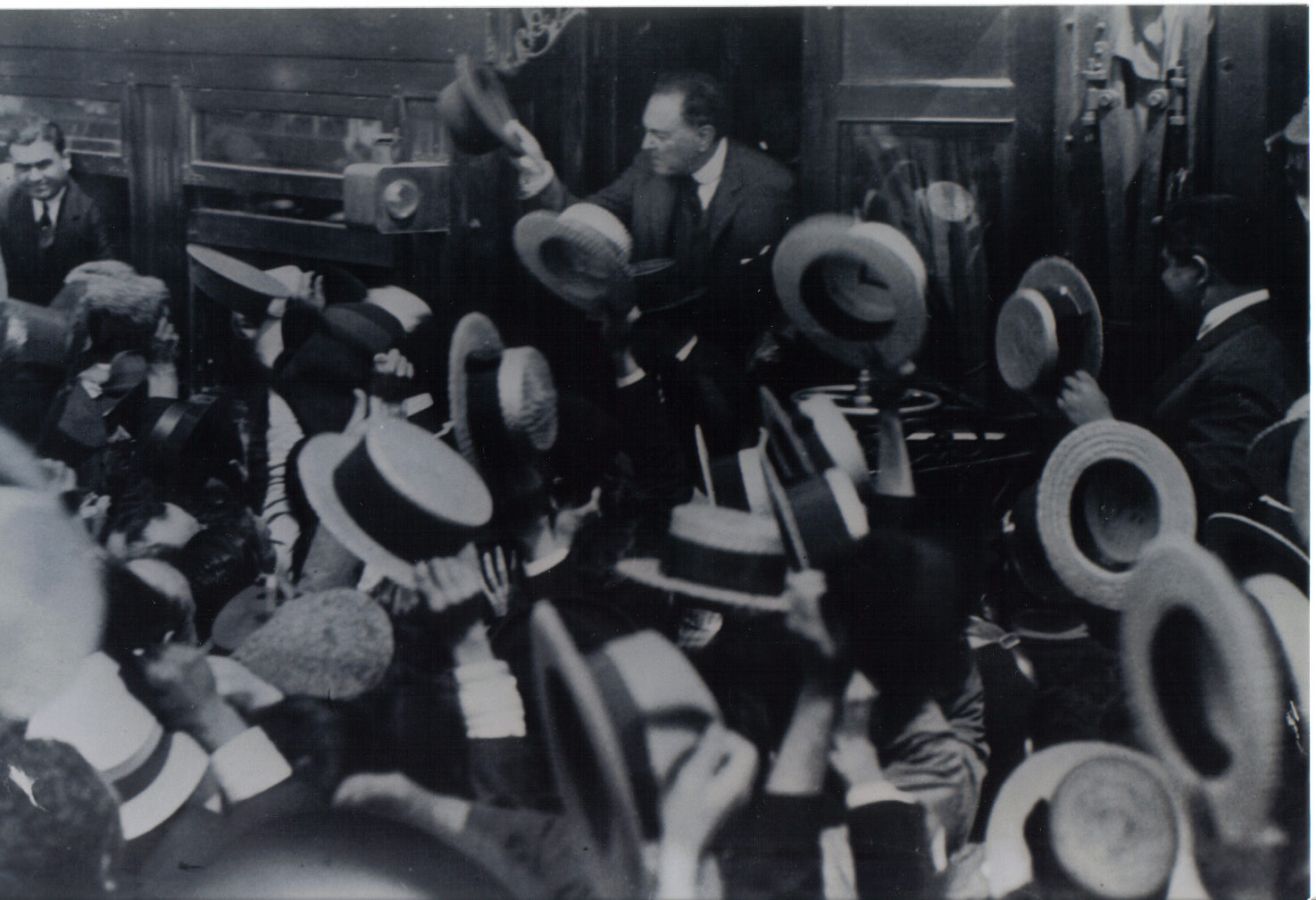
Hipólito Yrigoyen i ett tåg under en valkampanj (1926)
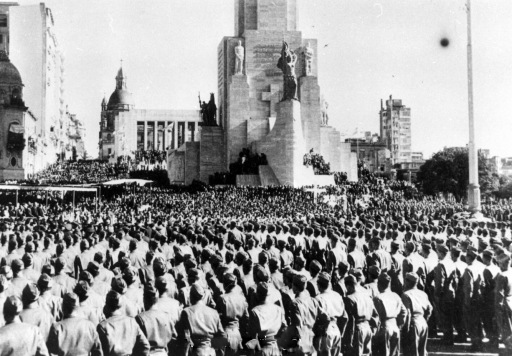
Invigningen av Monumento Nacional a la Bandera. (1957)